# かわね路号
かわね路号（かわねじごう）は、大井川鐵道が大井川本線で1976年（昭和51年）7月9日から運行している急行列車である。

## 概要
日本国有鉄道（国鉄）から譲り受けた旧型客車を使用して運行しており、大井川鐵道の貴重な観光資源となっている。定期的な運行が設定されている蒸気機関車 (SL) の動態保存運転としては日本で最も歴史が長い。現在はSL牽引列車（SL急行）のほか、電気機関車 (EL) による牽引列車（EL急行）も設定されている。
かつては別の愛称名や列車名のない便もあったが、2011年（平成23年）10月1日のダイヤ改正より使用車両に関係なく「かわね路号」に統一された。ただし、イベント実施時などには特別なヘッドマークを取り付けた上で案内上別の列車名として運行されることもあった（後述の派生列車に挙げるものを除く）。しかしながら、2023年（令和5年）10月1日のダイヤ改正により、家山駅 - 千頭駅間専用連絡バスへの乗り換えで井川線井川方面に接続する便を「南アルプス号」と命名し、再び複数愛称名による運行となった。

## 運行概況
臨時列車扱いで、金谷駅・新金谷駅 - 川根温泉笹間渡駅間で、「南アルプス号」1往復（1・2号）、「かわね路号」2往復（1 - 4号、2・4号は新金谷駅終着）が運行されている。2022年（令和4年）9月に発生した台風15号による一部区間不通以前は、新金谷駅 - 千頭駅間に設定されていた。
かつてはほぼ毎日SL牽引列車が設定され、大井川鐵道はSL列車の運行本数日本一と称していたが、故障の続発や「きかんしゃトーマス号」の運行開始により、2020年（令和2年）以降急激に運行が減少。2022年（令和4年）には一時時刻表への記載が消滅するなど、EL牽引列車の割合が増加している。
原則として、同カレンダーで発表されるダイヤでは
- 1日1往復の場合は、「かわね路1号」 - 「かわね路2号」
- 1日2往復の場合は、「かわね路13号」 - 「かわね路14号」、「かわね路1号」 - 「かわね路2号」

となっていた。最繁忙期にはEL牽引列車も含めて1日3往復運行することもある。その場合は「かわね路13号」 - 「かわね路14号」、「かわね路11号」 - 「かわね路12号」、「かわね路1号」 - 「かわね路2号」となる。いずれの列車も日中に設定されており、運行日には金谷駅 - 新金谷駅間で本列車と接続する臨時普通列車が運行される。
全車指定席で、乗車に際しては急行料金（大人1,500円・小児750円）が必要である。急行券は、公式ホームページ上の予約フォーム（乗車日前々日まで）または大井川鐵道SLセンターへの電話 （乗車日前日13時まで）で予約した上で、当日に駅窓口で購入する。ただし当日空席がある場合は駅窓口で直接発売される。また、定期券で乗車する場合と、金谷駅 - 新金谷駅間のみ利用する場合は急行券は不要となる。

### 停車駅
2025年（令和7年）4月現在
金谷駅 - 新金谷駅 - 家山駅 - 川根温泉笹間渡駅
- SL急行「かわね路」2・4号は新金谷駅 - 川根温泉笹間渡駅間で運転。

2022年（令和4年）9月以前
新金谷駅 - 家山駅 -（川根温泉笹間渡駅）-（下泉駅）- 千頭駅
- 川根温泉笹間渡駅は2・12・14号のみ停車。
- 下泉駅は1号のみ停車。

2011年（平成23年）9月以前
金谷駅 - 新金谷駅 - 家山駅 -（川根温泉笹間渡駅）- 下泉駅 - 駿河徳山駅 - 千頭駅
- （ ）は上り列車のみ停車。

### 運行形態の変遷
運行開始当初、本列車は金谷駅 - 千頭駅間で運行されていた。1980年（昭和55年）7月20日に転車台が千頭駅構内に搬入され、同年11月12日に使用を開始したが、新金谷駅構内には設置されなかった。そのため、長らく下り金谷発千頭行き列車のSLは原則的に正方向で、上り千頭発金谷行き列車のSLは原則的に逆機で客車を牽引していた（転車台は使用せず）。ただしイベントや映画の撮影の際には、千頭駅転車台で方向転換（転向）され、上下列車ともSLが正方向で客車を牽引したこともあった。この場合、その次の運行では上下列車ともSLが逆機で客車を牽引し、そのまた次の運行では通常の運行形態（下り列車のSLは正方向、上り列車のSLは逆機）に戻っていた。
2011年（平成23年）に新金谷駅構内に設置された転車台が同年10月7日（SLフェスタ2011の初日）に使用を開始したことに伴い、上り列車のSLについても原則的に正方向での客車の牽引が開始されるとともに、千頭駅構内の転車台についても原則的に常時使用するようになった。これに先立ち、同10月1日からはすべての列車が新金谷 - 千頭間の運行となった。また、金谷駅からの利用者のために下り列車は金谷 - 新金谷間の区間列車と接続を受けて発車する形となり、本列車運行日にのみ運行する区間列車も設定された。これは元々、西武鉄道から購入したEL（E31形）を新金谷車両区 - 金谷駅間における回送用に充当する予定だったものが、自動列車停止装置（ATS）設置費用を捻出できず、実現しなかったための措置である。
なお、接続する区間列車は原則として電車での運行であるが、臨時列車や一時離脱などで電車が不足する際には、「かわね路号」の編成（ELとのプッシュプル）によって運行されることがある。
2011年（平成23年）10月まで
下り列車のSLは正方向、上り列車のSLは逆機
2011年（平成23年）10月から2022年（令和4年）9月まで
SLは原則的に正方向で牽引
2022年（令和4年）9月から2023年（令和5年）9月まで
下り列車のSLは正方向、上り列車のSLは逆機
2023年（令和5年）10月から2024年（令和6年）5月まで
下りは全てSL牽引、上りは一部のみSL牽引
2024年（令和6年）6月から
下りはSL牽引、上りはEL牽引（プッシュプル列車）

## 使用車両
客車2 - 7両をSLまたはELが牽引する形態をとる。ただしSL牽引の場合でも、客車の編成がある程度長いときは、補助機関車（補機）としてELが連結される。通常は最後尾に連結されるが、展望車を連結して運行する際やイベントでの蒸電運転などでは、SLの次位に連結されることもある。
SLと客車は一部を除き日本国有鉄道（国鉄）から継承したもので、SL全盛時代の雰囲気を伝えている。ELは自社発注機のほか、専用鉄道や大手私鉄（西武鉄道）からの譲受機がある。
なお後述の「きかんしゃトーマス号」「きかんしゃジェームス号」運行期間中、同列車で使用するSLは「かわね路号」では運用されない。しかし、客車についてはトーマス号色でも「かわね路号」に混結されることがある。

### 現在の使用車両

#### 蒸気機関車
- C10形
  - C10 8
- C11形
  - C11 190（きかんしゃトーマス号に使用される場合あり）
  - C11 227（きかんしゃトーマス号に使用される場合あり。運用離脱中）
- C56形
  - C56 44（きかんしゃジェームス号に使用される場合あり。運用離脱中）

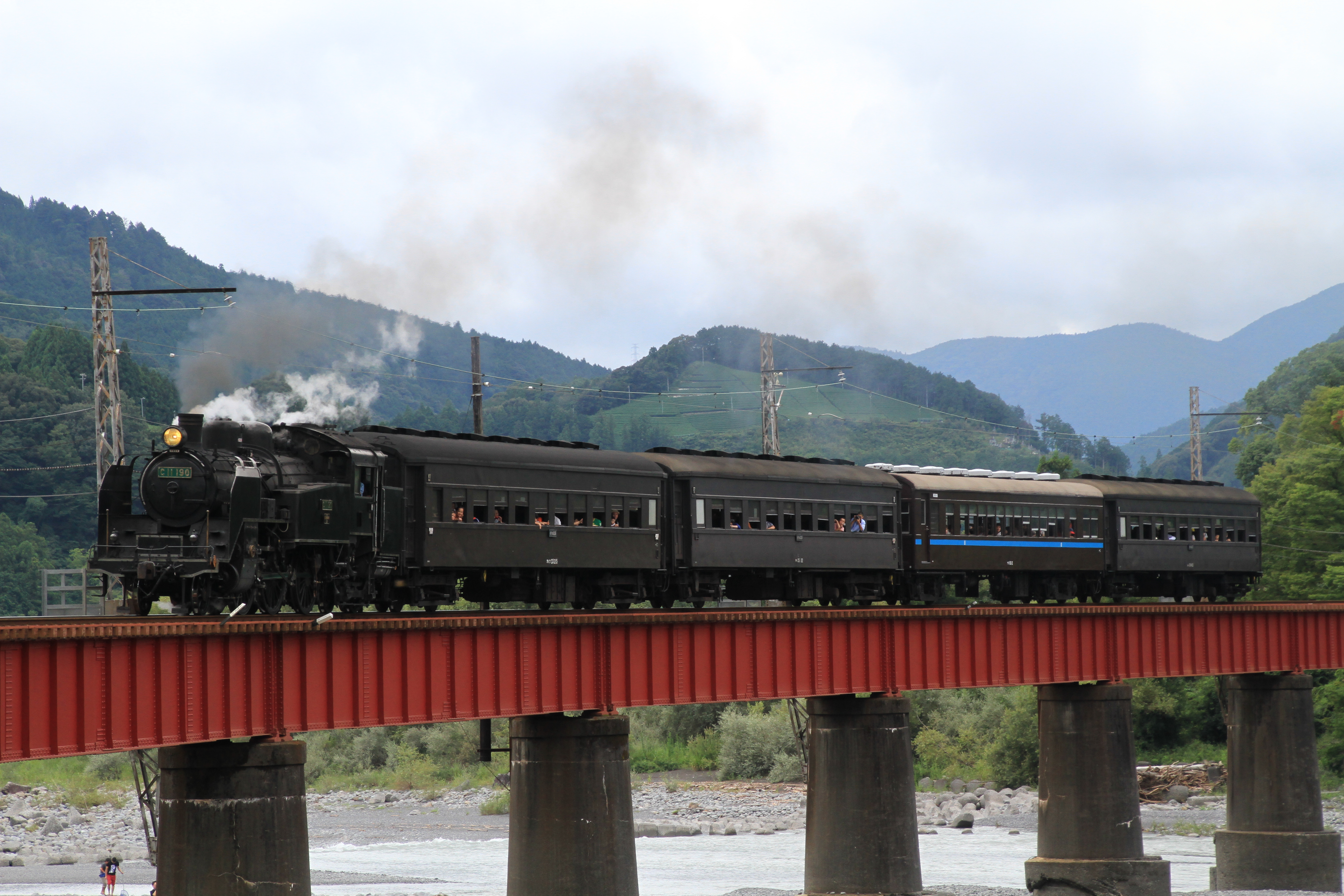
C11 190
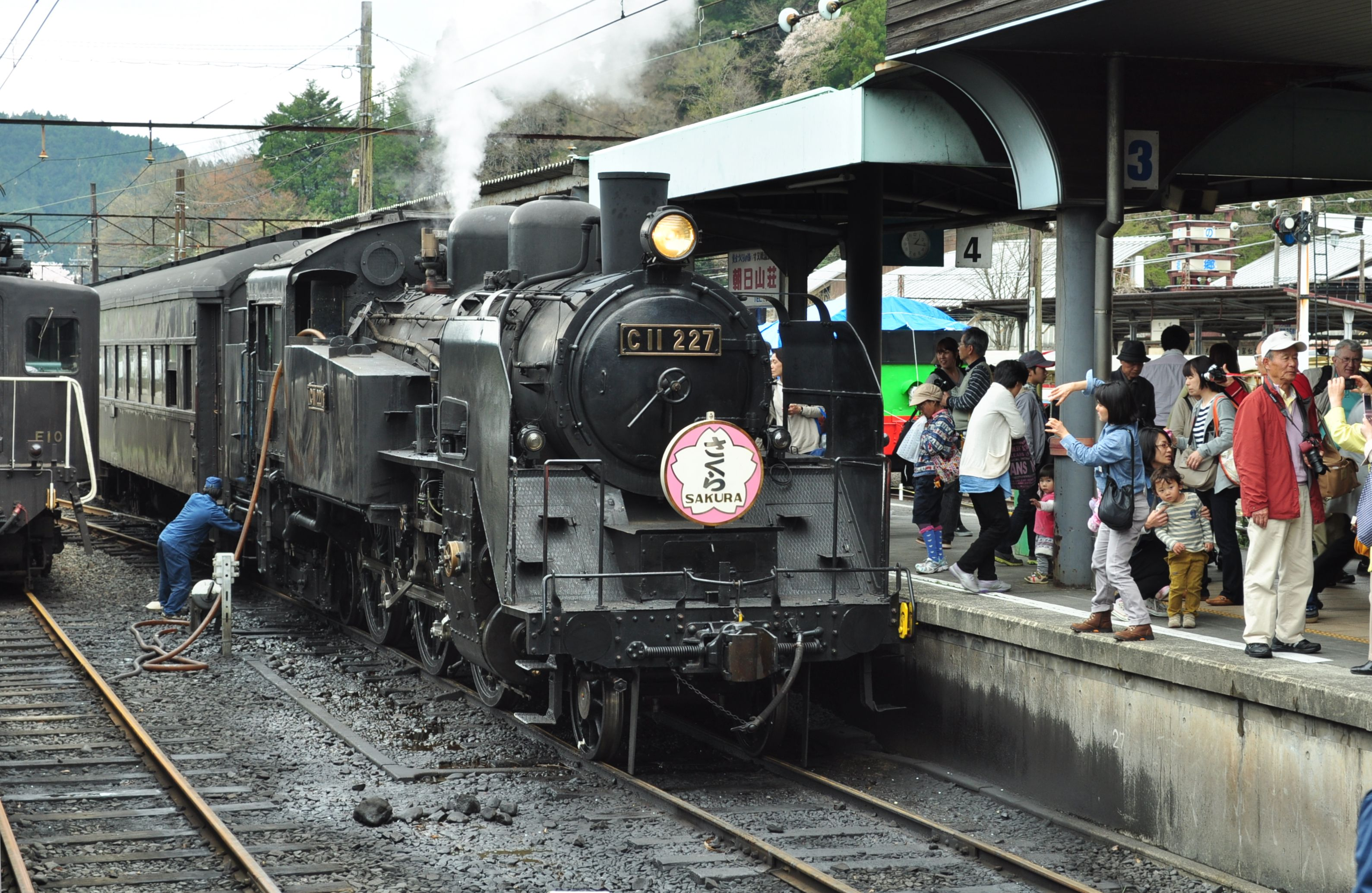
C11 227
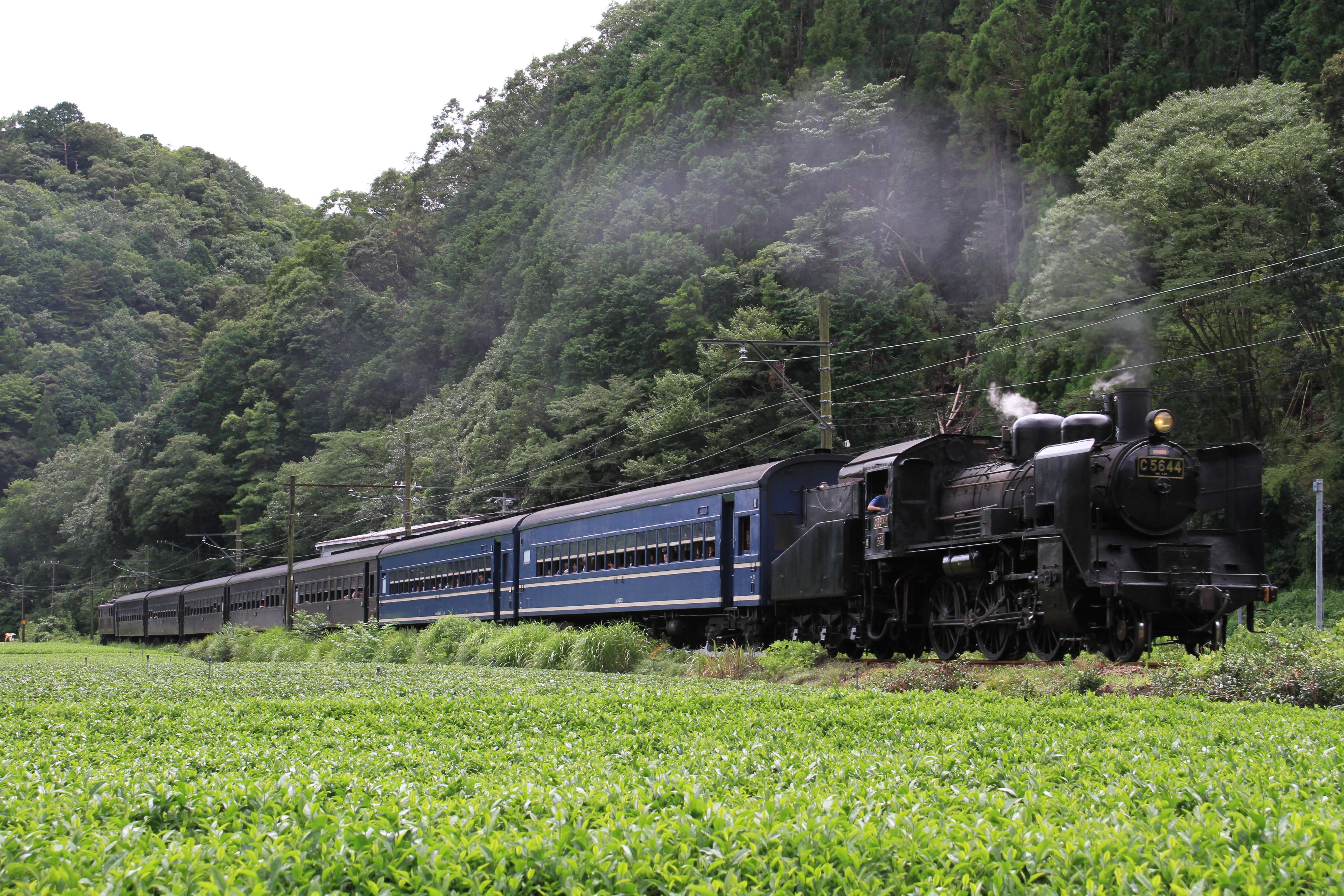
C56 44

#### 電気機関車
- E10形
  - E101
  - E102
- E31形
  - E32
  - E33
  - E34（EF65形500番台風塗装[11][12]）
- ED500形
  - ED501

#### 客車
- オハフ33形
  - オハフ33 215
  - オハフ33 469
- オハ35形
  - オハ35 22
  - オハ35 149（トーマス号色）
  - オハ35 435
  - オハ35 459
  - オハ35 559
- スハフ42形（全車トーマス号色）
  - スハフ42 184
  - スハフ42 186
  - スハフ42 286
  - スハフ42 304
- オハ47形（全車トーマス号色）
  - オハ47 81
  - オハ47 380
  - オハ47 398
  - オハ47 512
- スハフ43形（日本ナショナルトラスト所有）
  - スハフ43 2
  - スハフ43 3
- オハニ36形（日本ナショナルトラスト所有）
  - オハニ36 7

上記のほか、不定期に下記の客車が連結されることがある。これらの利用には急行料金と別に310円（大人・小人同額）の特別料金が必要となる。
- ナロ80形（お座敷車）
  - ナロ80 1
  - ナロ80 2
- スイテ82形（展望車）
  - スイテ82 1

### 過去の使用車両

#### 蒸気機関車
- C11形
  - C11 312（現在は門出駅併設の「KADODE OOIGAWA」で静態保存）
- C12形
  - C12 164（トラストトレインに転用。長期休車中）

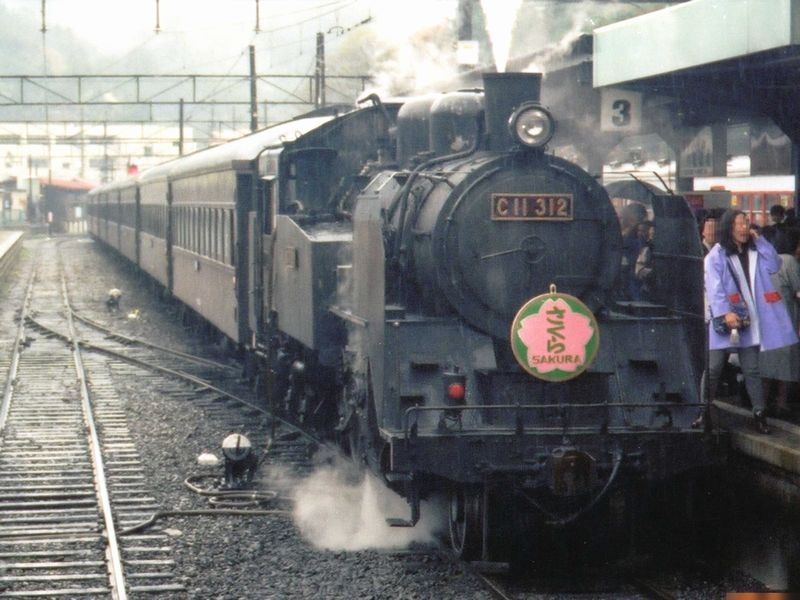
C11 312

#### 電気機関車
- E10形
  - E103

#### 客車
- ナハフ500形
  - ナハフ505
- オハフ33形
  - オハフ33 2193（国鉄より借受）
  - オハフ33 2417（国鉄より借受）
- オハ35形
  - オハ35 857
  - オハ35 2370（国鉄より借受）

## 派生列車

### きかんしゃトーマス号・きかんしゃジェームス号
2014年（平成26年）7月12日から、ウィルバート・オードリー原作のイギリスの幼児向けテレビ番組『きかんしゃトーマス』とのタイアップ企画「Day out with Thomas」の一環としてC11 227を改装した「きかんしゃトーマス号」が運行されている。翌2015年（平成27年）7月には、C56 44を改装した「きかんしゃジェームス号」も登場した。
列車種別は「特急」となっているが、ダイヤ自体は「かわね路号」の流用であり、所要時間はほぼ同等となっている。

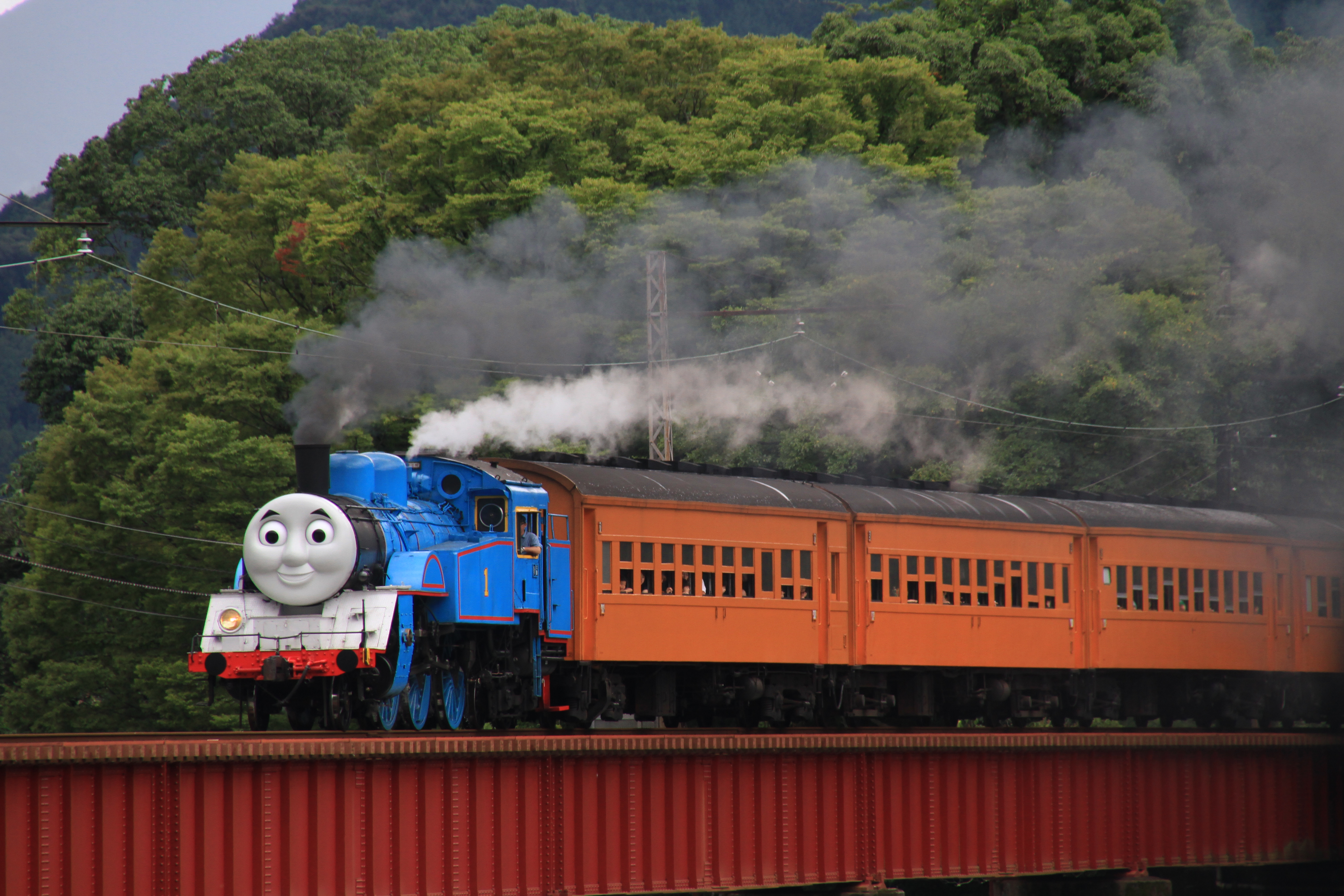
きかんしゃトーマス号 （2014年8月）

### さくら号
「かわね桜まつり」に合わせて、花見シーズンに新金谷駅 - 家山駅間に設定される急行列車。牽引機には国鉄・JRの寝台特急「さくら」のものを模したヘッドマークが装着される。
なお家山駅構内には転車台やデルタ線がないため、下りをSL牽引で運行した列車は、上りではEL牽引となる。

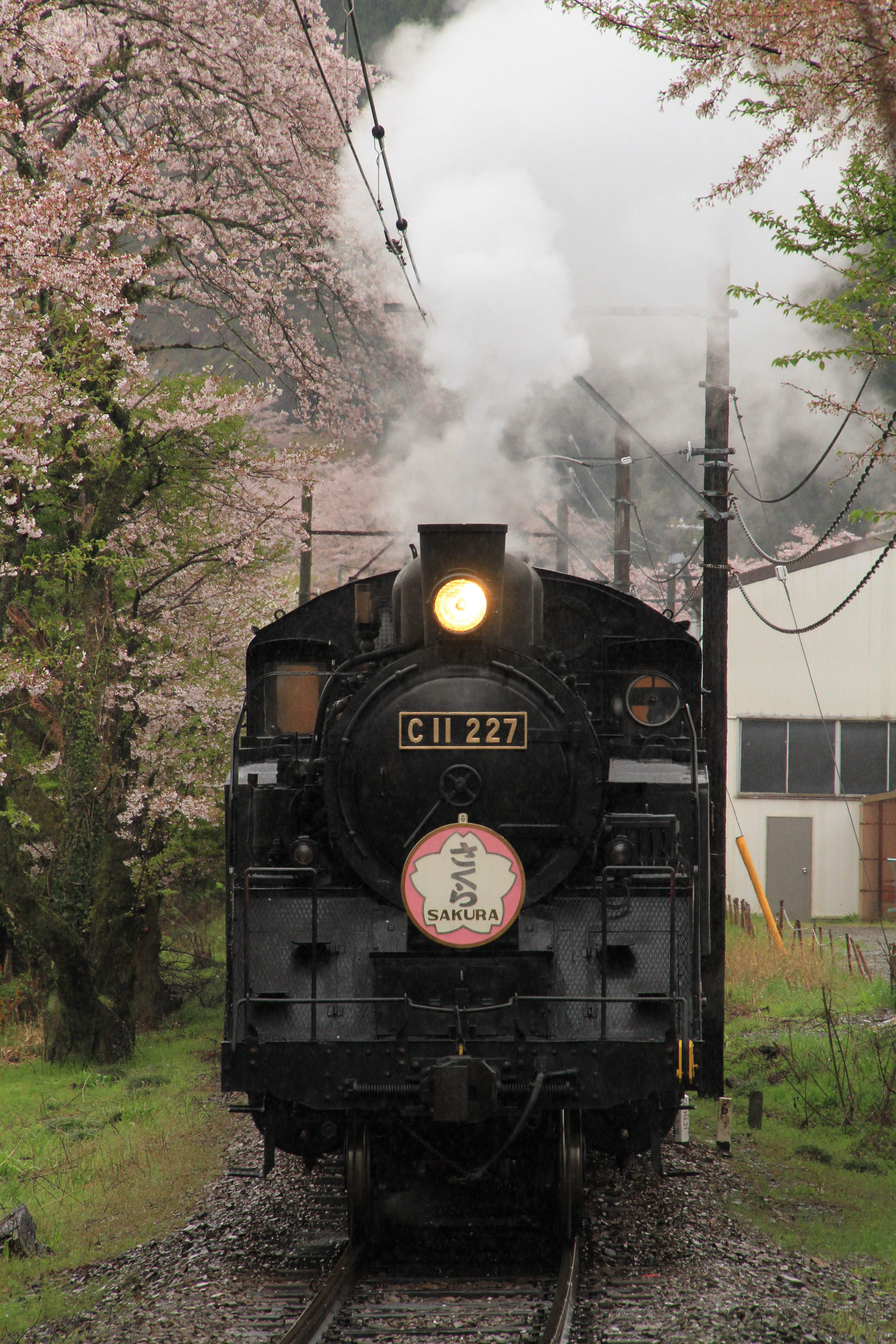
C11 227が牽引する「さくら号」 （2015年4月）
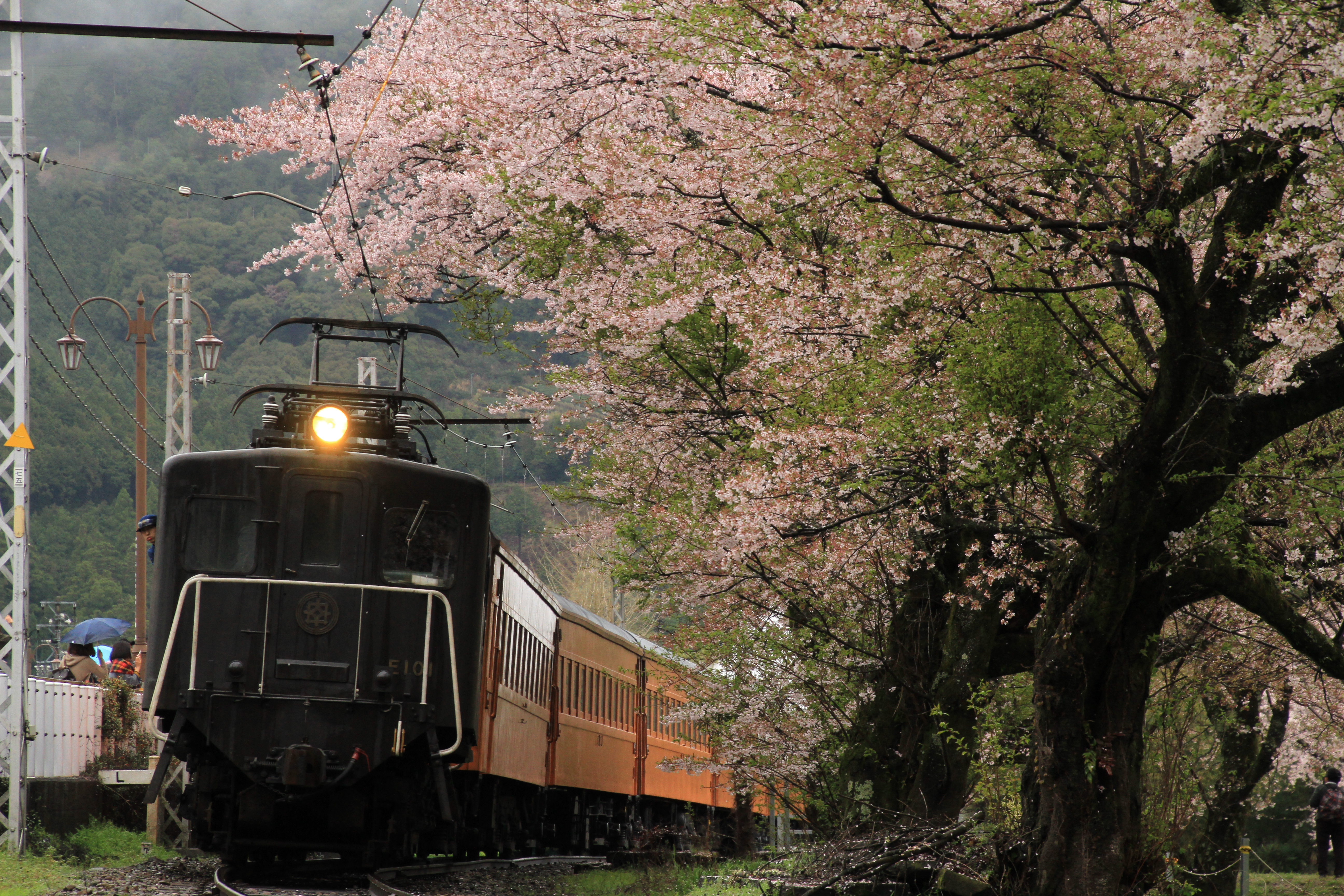
E101が牽引する「さくら号」 （2015年4月）

### トラストトレイン
1987年（昭和62年）7月25日に1日1往復の運行を開始した急行列車。C12 164、スハフ43 2・3、オハニ36 7の4両編成。いずれも日本ナショナルトラスト所有の車両で、同団体の保存運動の象徴というべき列車である。1か月に1回運行される。当初は「かわね路号」とは別のダイヤで、午後に金谷方面から出発する形で運行されていた。なお当時の列車番号は、下り列車が1201、上り列車が1202であった。
C12 164にATSを設置する費用を捻出できず、同機牽引による運行は2005年（平成17年）4月23日運行分をもって終了。同年5月28日運行分からは、大井川鐵道所有のSLが代理牽引するようになった。2006年（平成18年）12月2日運行分までは、「かわね路号」と別のダイヤで運行されていたが、2007年（平成19年）4月14日運行分からは、同列車に併結される形で運行されるようになった。

## 沿革
- 1973年（昭和48年）
  - 9月24日：C12 164が入線（国鉄から本川根町〈現：川根本町〉に貸与）。
  - 10月：C12 164が千頭駅構内で展示開始。
- 1975年（昭和50年）11月22日：C11 227が入線[15]。
- 1976年（昭和51年）
  - 時期不明：オハフ33 2193・2417、オハ35 2370が入線[16]（国鉄から借受）。C12 164がC11 227の予備機に指定される。
  - 7月9日：C11 227、オハフ33 2193・2417、オハ35 2370で運行開始[15][16]。
  - 11月：オハ35 149、オハフ33 215・469が入線。のちにはオハフ33 2193・2417、オハ35 2370を国鉄に返却。
- 1977年（昭和52年）時期不明：増結用客車ナハフ505が登場。
- 1978年（昭和53年） 8月：オハ35 435が入線。
- 1979年（昭和54年）6月29日：C56 44が入線[17]。
- 1980年（昭和55年）
  - 1月：お座敷車ナロ80 1が登場[18]。
  - 1月29日：C56 44が営業運転開始[19]。
  - 7月：オハ35 22・459が入線。
- 1981年（昭和56年）3月以後：オハ35 559・857が入線。
- 1982年（昭和57年）10月14日：展望車スイテ82 1が運用開始[20]。
- 1984年（昭和59年）
  - 5月：C12 164が検査切れのため、休車となる。
  - 8月29日：スハフ42 184・286、オハ47 81が入線。ナハフ505が休車となる。
  - 10月13日：ナハフ505が廃車。
- 1985年（昭和60年）12月：お座敷車ナロ80 2が登場[18]。
- 1986年（昭和61年）
  - 3月4日：1970年（昭和45年）9月に岳南鉄道（現：岳南電車）へ転出したE103が再入線[21]。
  - 10月21日：スハフ43 2・3が入線。
- 1987年（昭和62年）
  - 1月14日：オハニ36 7が入線。
  - 2月：C12 164が日本ナショナルトラスト所有となる。
  - 2月以後：オハ47 380・398・512が入線。
  - 7月25日：C12 164、スハフ43 2・3、オハニ36 7による「トラストトレイン」が運行開始。
- 1988年（昭和63年）
  - 3月19日：C11 312が入線。
  - 7月23日：C11 312が営業運転開始。
- 1992年（平成4年）11月：スハフ42 186・304が入線。
- 1994年（平成6年）4月24日：C10 8が入線[22]。
- 1997年（平成9年）10月14日：C10 8が営業運転開始[22]。
- 1999年（平成11年）10月6日：ED501・502が入線。
- 2000年（平成12年）
  - 2月：ED501が運用開始[23]。
  - 3月18日：ED501が本格的に運用開始。同機の出発式を新金谷駅で実施。
  - 5月：ED501・502が三岐鉄道に転出。前者は貸与されたが、後者は譲渡された。
- 2001年（平成13年）6月24日：C11 190が入線[24]。
- 2003年（平成15年）
  - 3月：ED501が三岐鉄道より返却入線。
  - 6月ごろ：E103が休車となる。
  - 7月19日：C11 190が営業運転開始[24]。
  - 12月17日：C56 44がボイラー老朽化のため、休車となる[21]。
- 2005年（平成17年）
  - 4月23日：C12 164がATS未設置のため、同日のトラストトレインをもって運用終了。
  - 4月24日：C12 164が休車となる。
- 2007年（平成19年）
  - 9月8日：C11 312が老朽化および部品供出のため、運用終了。さよなら運転を実施。
  - 9月9日：C11 312が運用離脱。以後、部品取り機となる。
  - 10月7日：日タイ修好120周年を記念して、C56 44がタイ国鉄時代の姿で営業運転再開[17]。
- 2010年（平成22年）
  - 9月13日：E32・33・34が入線[25]。
  - 9月中旬：C56 44がタイ国鉄仕様での運転を終了。同月中に行われた定期検査で日本国鉄仕様に戻される[17]。
- 2011年（平成23年）
  - 1月29日：日本国鉄仕様に戻されたC56 44が、営業運転再開[17]。
  - 10月1日：新金谷駅転車台運用開始に伴うダイヤ改正を実施。運行区間が新金谷 - 千頭間となり、下泉駅・駿河徳山駅が通過となる[1]。
  - 10月7日：新金谷駅転車台運用開始に伴い、上り列車のSLも原則的に正方向で客車を牽引するようになる[26]。
- 2012年（平成24年）
  - 7月21日 - 8月26日：C11 227を大井川鐵道のキャラクター「SLくん」の姿に改装して運行[27]。
  - 9月1日：ダイヤ改正に伴い、「かわね路」1号が下泉駅に停車するようになる[28]。
- 2013年（平成25年）
  - 3月20日：SL急行券を大人560円・小人280円から大人800円・小人400円に改定[29]。
  - 7月20日 - 8月25日：C11 227を大井川鐵道のキャラクター「SLくん」の姿に改装して運行[30]。
- 2014年（平成26年）
  - 7月12日：C11 227を改装した「きかんしゃトーマス号」が運行開始[31]。
- 2015年（平成27年）7月11日：C56 44を改装した「きかんしゃジェームス号」が運行開始[32]。
- 2016年（平成28年）
  - 時期不明：オハ35 857が廃車。
  - 6月27日：E103が廃車。
- 2017年（平成29年）
  - 10月15日：E34が営業運転開始[25]。のちにはE32・33も営業化。
  - 12月16日：E34が補機としての運用を開始[33]。
- 2019年（令和元年）
  - 9月2日：C56 44が不具合のため運用離脱。
  - 10月31日：EL牽引による「かわね路号」の定期的な運行を開始[34]。
- 2021年（令和3年）
  - 9月28日：C11 227が運用離脱。
  - 12月24日：C11 190を改装した「きかんしゃトーマス号」が運行開始[35]。
- 2022年（令和4年）
  - 9月24日：台風15号による土砂災害の影響で、当面運行を休止[36]。
  - 12月16日：新金谷駅 - 家山駅間で運行を再開[37][38]。
- 2023年（令和5年）10月1日：家山駅 - 川根温泉笹間渡駅間の運行を再開[9]。「南アルプス号」再設定のほか、上り列車の一部がEL急行となる。
- 2024年（令和6年）6月6日：ダイヤ改正[39]。上り列車を全てEL急行で運行。4号のみ金谷行きとなる。
- 2025年（令和7年）4月7日：ダイヤ改正[3]。全列車が川根温泉笹間渡駅発着となり、下りSL急行を全て金谷駅始発に延長。